# مارک-آندره گروندین
مارک-آندره گروندین (فرانسوی: Marc-André Grondin‎؛ زادهٔ ۱۱ مارس ۱۹۸۴) یک هنرپیشه اهل کانادا است. وی از سال ۱۹۸۹ میلادی تاکنون مشغول فعالیت بوده‌است.
از فیلم‌ها یا برنامه‌های تلویزیونی که وی در آن نقش داشته‌است می‌توان به ویک و فلو یک خرس دیدند، نوچه و نوچه ۲ اشاره کرد.